# Flying Wild Hog
Flying Wild Hog ist ein Videospielentwickler mit Hauptsitz in Warschau, Polen.

## Geschichte
Flying Wild Hog wurde im April 2009 von Tomasz Baran, Michal Szustak und Klaudiusz Zych gegründet. Seitdem arbeitete das Studio an einer eigenen Spiel-Engine mit dem Namen Road Hog Engine und seinem ersten Spiel Hard Reset. Der Ego-Shooter ist im September 2011 erschienen. Im April 2012 veröffentlichte Flying Wild Hog Hard Reset: Exile, ein zusätzlicher Gratis-Inhalt für Hard Reset. Im September 2013 erschien ein Reboot des Spiels Shadow Warrior, welcher von Devolver Digital vertrieben wird. Im Dezember 2014 erschien das erste Jump ’n’ Run mit dem Titel JUJU für PC und Konsolen.
2016 wurde eine erste Zweigstelle in Krakau eröffnet, 2018 folgte eine weitere Niederlassung in Rzeszów. 2020 übernahm die schwedische Embracer Group das Studio. Innerhalb des Unternehmens wurde es dem Geschäftsbereich von Plaion zugewiesen.

## Road Hog Engine
Die Road Hog Engine wurde exklusiv für den PC konzipiert und unterstützt sowohl erweiterte Physik, als auch hochauflösende Grafiken. Sie funktioniert mit Havok und DirectX 9.0c.

## Spiele
| Jahr | Titel                       | Genre        | Plattformen                                                          |
| ---- | --------------------------- | ------------ | -------------------------------------------------------------------- |
| 2011 | Hard Reset                  | Ego-Shooter  | Windows                                                              |
| 2012 | Hard Reset Extended Edition | Ego-Shooter  | Windows                                                              |
| 2012 | Hard Reset: Exile           | DLC          | Windows                                                              |
| 2013 | Shadow Warrior              | Ego-Shooter  | Windows                                                              |
| 2014 | Shadow Warrior              | Ego-Shooter  | PlayStation 4, Xbox One                                              |
| 2014 | JUJU                        | Jump ’n’ Run | Windows, PlayStation 3, Xbox 360                                     |
| 2015 | Shadow Warrior              | Ego-Shooter  | macOS, Linux                                                         |
| 2016 | Hard Reset Redux            | Ego-Shooter  | Windows, PlayStation 4, Xbox One                                     |
| 2016 | Shadow Warrior 2            | Ego-Shooter  | Windows, macOS, Linux, PlayStation 4, Xbox One                       |
| 2022 | Shadow Warrior 3            | Ego-Shooter  | Windows, PlayStation 4, Xbox One                                     |
| 2022 | Evil West                   | Action       | Windows, PlayStation 4, PlayStation 5, Xbox One, Xbox Series X / S   |
| 2022 | Trek to Yomi                | Action       | Windows, PlayStation 4, PlayStation 5, Xbox One, Xbox Series, Switch |